# 움직이는 자석과 도체 문제

자기장 내에서 움직이는 도체

움직이는 자석과 도체 문제(영어: Moving magnet and conductor problem)는 고전 전자기학과 특수 상대성이론의 교차점에 관한 19세기에서 유래한 유명한 사고 실험이다. 이 문제에서 자석에 대해 일정한 속도 v로 움직이는 전기 전도체 내의 전류는 자석의 관성 좌표계와 도체의 관성 좌표계에서 계산된다. 실험에서 관측 가능한 양인 전류는 "오직 상대 운동만이 관측 가능하며, 절대적인 정지 기준은 없다"고 명시하는 상대성 원리에 따라 두 경우 모두 동일하다. 그러나 맥스웰 방정식에 따르면, 도체 내의 전하들은 자석 좌표계에서는 자기력(magnetic force)을, 도체 좌표계에서는 전기력(electric force)을 경험한다. 동일한 현상이 관찰자의 좌표계에 따라 두 가지 다른 설명으로 나타나는 것처럼 보인다.
이 문제는 피조 실험, 광행차, 그리고 더 간접적으로 마이컬슨-몰리 실험과 같은 부정적인 에테르 표류 실험과 함께 알베르트 아인슈타인의 상대성 이론 발전의 기초를 형성했다.

## 서론
아인슈타인이 상대성이론을 세상에 소개한 1905년 논문은 자석/도체 문제에 대한 설명으로 시작한다.
움직이는 물체에 적용될 때, 현재 일반적으로 이해되는 맥스웰의 전자기학은 현상에 본질적이지 않은 비대칭을 초래하는 것으로 알려져 있다. 예를 들어, 자석과 도체의 상호 전자기 작용을 생각해보자. 여기서 관측 가능한 현상은 도체와 자석의 상대 운동에만 의존하지만, 일반적인 견해는 두 물체 중 하나가 움직이는 두 가지 경우를 날카롭게 구분한다. 자석이 움직이고 도체가 정지해 있다면, 자석 주변에 특정한 에너지를 가진 전기장이 발생하여 도체의 일부가 위치한 곳에 전류를 생성한다. 그러나 자석이 정지해 있고 도체가 움직인다면, 자석 주변에는 전기장이 발생하지 않는다. 하지만 도체에서는 자체적으로는 상응하는 에너지가 없는 기전력이 발생하는데, 이는 논의된 두 경우에서 상대 운동이 동일하다고 가정할 때, 전자의 경우 전기력에 의해 생성된 것과 동일한 경로와 강도의 전류를 생성한다.

 — A. Einstein, 움직이는 물체의 전기역학에 대하여 (1905)
다른 틀에서의 설명에 대한 가장 중요한 요구 사항은 일관성이다. 뉴턴 역학은 전하를 구동하고 전류를 발생시키는 힘에 대해 하나의 변환(소위 갈릴레이 불변성)을 예측하는 반면, 맥스웰 방정식으로 표현되는 전자기학은 이러한 힘을 발생시키는 장이 다르게 변환된다고 예측하기 때문에(즉, 로런츠 불변성에 따라), 일관성은 문제가 된다. 마이컬슨-몰리 실험으로 절정에 달한 광행차 관측은 로런츠 불변성의 유효성을 확립했으며, 특수 상대성이론의 발전은 뉴턴 역학과의 결과적인 불일치를 해결했다. 특수 상대성이론은 움직이는 기준계에서의 힘 변환을 로런츠 불변성과 일관되도록 수정했다. 이러한 변환의 세부 사항은 아래에서 논의된다.
일관성 외에도 설명들을 통합하여 틀에 독립적으로 보이게 하는 것이 바람직하다. 틀에 독립적인 설명에 대한 단서는 한 기준계의 자기장이 다른 기준계에서는 전기장이 된다는 관찰이다. 마찬가지로 전기장의 솔레노이드 벡터장 부분(전하에 의해 발생하지 않는 부분)은 다른 틀에서 자기장이 된다. 즉, 솔레노이드 전기장과 자기장은 같은 것의 다른 측면이다. 이는 다른 설명의 역설이 단지 의미론적일 수 있음을 의미한다. B와 E 대신 스칼라 및 벡터 전위 φ와 A를 사용하는 설명은 의미론적 함정을 피한다. 로런츠 불변 사차원 벡터 Aα = (φ / c, A)는 E와 B를 대체하고 틀에 독립적인 설명을 제공한다(비록 E–B–설명보다 덜 직관적이지만). 설명의 또 다른 통합은 나중에 설명될 전자기장 텐서를 물리적 실체로 생각하는 것이다. 이 텐서는 E와 B 필드를 구성 요소로 포함하며 모든 기준계에서 동일한 형태를 갖는다.

## 배경
전자기장은 직접 관측할 수 없다. 고전 전자기장의 존재는 전하를 띤 입자의 운동에서 추론할 수 있으며, 이들의 궤적은 관측 가능하다. 전자기장은 고전 전하를 띤 입자의 관측된 운동을 실제로 설명한다.
물리학의 강력한 요구사항은 입자 운동을 관측하는 모든 관측자가 입자의 궤적에 동의해야 한다는 것이다. 예를 들어, 한 관측자가 입자가 표적의 중심과 충돌한다고 기록하면, 모든 관측자도 같은 결론에 도달해야 한다. 이 요구사항은 전자기장의 본질과 한 기준계에서 다른 기준계로의 변환 방식에 제약을 가한다. 또한 장이 전하를 띤 입자의 가속도, 그리고 따라서 궤적에 영향을 미치는 방식에도 제약을 가한다.
아마도 가장 간단한 예이자 특수 상대성이론을 소개한 알베르트 아인슈타인의 1905년 논문에서 언급된 것은 자석의 장에서 움직이는 도체의 문제이다. 자석의 기준계에서 도체는 자기력을 경험한다. 자석에 대해 움직이는 도체의 기준계에서 도체는 전기장으로 인한 힘을 경험한다. 자석 기준계의 자기장과 도체 기준계의 전기장은 도체에서 일관된 결과를 생성해야 한다. 아인슈타인이 1905년 당시, 맥스웰 방정식으로 표현된 장 방정식은 적절히 일관성이 있었다. 그러나 입자 궤적의 일관성을 제공하기 위해 뉴턴 운동 법칙이 수정되어야 했다.

## 갈릴레이 변환을 가정한 장의 변환
자석 좌표계와 도체 좌표계가 갈릴레이 변환으로 관련되어 있다고 가정하면, 두 좌표계에서 장과 힘을 계산하는 것은 간단하다. 이것은 유도 전류가 두 좌표계에서 실제로 동일하다는 것을 보여줄 것이다. 부수적으로, 이 논증은 한 좌표계의 전기장과 자기장을 다른 좌표계의 장으로 표현하는 일반적인 공식을 산출할 것이다.
실제로 좌표계는 갈릴레이 변환이 아니라 로런츠 변환으로 관련되어 있다. 그럼에도 불구하고, 빛의 속력보다 훨씬 느린 속도에서는 갈릴레이 변환이 매우 좋은 근사치가 될 것이다.
프라임이 붙지 않은 양은 자석의 정지 좌표계에 해당하며, 프라임이 붙은 양은 도체의 정지 좌표계에 해당한다. v를 자석 좌표계에서 본 도체의 속도라고 하자.

### 자석 좌표계
자석의 정지 좌표계에서 자기장은 자석의 구조와 모양에 따라 결정되는 고정된 장 B(r)이다. 전기장은 0이다.
일반적으로 도체 내의 전하 q에 가해지는 전기장과 자기장에 의한 힘은 (SI 단위):
{\displaystyle \mathbf {F} =q\left(\mathbf {E} +\mathbf {v} \times \mathbf {B} \right),}
여기서 {\displaystyle q}는 입자의 전하이고, {\displaystyle \mathbf {v} }는 입자 속도이며 F는 로런츠 힘이다. 그러나 여기서는 전기장이 0이므로 입자에 가해지는 힘은
{\displaystyle \mathbf {F} =q\mathbf {v} \times \mathbf {B} .}

### 도체 좌표계
도체 좌표계에는 시간에 따라 변하는 자기장 B′가 있으며, 이는 자석 좌표계의 자기장 B와 다음과 같이 관련되어 있다.
{\displaystyle \mathbf {B} '(\mathbf {r'} ,t')=\mathbf {B} (\mathbf {r_{t'}} )} 여기서 {\displaystyle \mathbf {r_{t'}} =\mathbf {r'} +\mathbf {v} t'}
이 좌표계에는 전기장이 존재하며, 그 회전은 맥스웰-패러데이 방정식에 의해 주어진다.
{\displaystyle {\boldsymbol {\nabla }}\times \mathbf {E} '=-{\frac {\partial \mathbf {B} '}{\partial t'}}.}
이는 다음을 산출한다.
{\displaystyle \mathbf {E} '=\mathbf {v} \times \mathbf {B} .}
이것을 설명하자면: 만약 도체가 z-축을 따라 일정한 속도 {\displaystyle v_{z}=\partial z/\partial t}로 기울기 {\displaystyle \partial B_{z}/\partial z}를 가진 B-장 안에서 움직인다면, 도체 좌표계에서는 다음과 같이 된다. {\displaystyle {\frac {\partial B'_{z}}{\partial t}}=v_{z}{\frac {\partial B_{z}}{\partial z}}=-(\nabla \times \mathbf {E'} )_{z}={\frac {\partial E'_{x}}{\partial y}}-{\frac {\partial E'_{y}}{\partial x}}.} 이 방정식은 다음 식과 일치함을 알 수 있다. {\displaystyle \mathbf {E'} =\mathbf {v} \times \mathbf {B} =v_{z}B_{x}{\hat {y}}-v_{z}B_{y}{\hat {x}},} 이 표현에서 {\displaystyle \partial E'_{x}/\partial y}와 {\displaystyle \partial E_{y}'/\partial x}를 구하여 첫 번째 표현에 대입하고 다음을 사용하면 된다. {\displaystyle \nabla \cdot \mathbf {B} ={\frac {\partial B_{x}}{\partial x}}+{\frac {\partial B_{y}}{\partial y}}+{\frac {\partial B_{z}}{\partial z}}=0.} 아주 작은 기울기 {\displaystyle \partial B_{z}/\partial z}의 극한에서도 이 관계는 유효하며, 따라서 도체 좌표계에서 자기장이 시간에 따라 변하지 않더라도 로런츠 힘 방정식은 유효하다. 상대론적 속도에서는 보정 계수가 필요하며, 아래와 고전 전자기학과 특수 상대성이론 및 로런츠 변환을 참조하라.
도체 내의 전하 q는 도체 좌표계에서 정지해 있을 것이다. 따라서 로런츠 힘의 자기력 항은 영향을 미치지 않으며, 전하에 가해지는 힘은 다음과 같다.
{\displaystyle \mathbf {F} '=q\mathbf {E} '=q\mathbf {v} \times \mathbf {B} .}
이것은 두 좌표계에서 힘이 동일하다는 것을 보여주며(예상되는 대로), 따라서 유도 전류와 같은 이 힘의 관측 가능한 결과도 두 좌표계에서 동일할 것이다. 이것은 도체 좌표계에서는 힘이 전기력으로 보이지만 자석 좌표계에서는 자기력으로 보인다는 사실에도 불구하고 그렇다.

### 장에 대한 갈릴레이 변환 공식
자석의 좌표계에 전기장도 포함되어 있다면 비슷한 종류의 논증을 할 수 있다. (앙페르-맥스웰 방정식도 작용하며, 도체 좌표계에서 이 움직이는 전기장이 자기장에 어떻게 기여하는지 설명한다.) 결과적으로 일반적으로 다음과 같다.
{\displaystyle {\begin{aligned}\mathbf {E} '&=\mathbf {E} +\mathbf {v} \times \mathbf {B} \\[1ex]\mathbf {B} '&=\mathbf {B} -{\frac {1}{c^{2}}}\mathbf {v} \times \mathbf {E} ,\end{aligned}}}
여기서 c는 자유 공간에서의 빛의 속력이다.
이러한 변환 규칙을 완전한 맥스웰 방정식에 대입하면, 맥스웰 방정식이 한 좌표계에서 참이면 다른 좌표계에서도 거의 참이지만, v/c를 제곱하거나 그 이상으로 올린 양에 비례하는 잘못된 항을 포함한다는 것을 알 수 있다. 따라서 이것들은 정확한 변환 규칙이 아니라 낮은 속도에서의 좋은 근사치이다. 빛의 속력에 가까운 큰 속도에서는 갈릴레이 변환을 로런츠 변환으로 대체해야 하며, 아래에 주어진 표현에 따라 장 변환 방정식도 변경해야 한다.

## 맥스웰 방정식이 예측하는 장의 변환
속도 v로 움직이는 좌표계에서, 정지한 자석 좌표계에 E-장이 없을 때 움직이는 좌표계의 E-장은 맥스웰 방정식에 따라 다음과 같이 변환된다.
{\displaystyle \mathbf {E} '=\gamma \mathbf {v} \times \mathbf {B} }
여기서
{\displaystyle \gamma ={\frac {1}{\sqrt {1-{(v/c)}^{2}}}}}
는 로런츠 인자라고 불리며 c는 자유 공간에서의 빛의 속력이다. 이 결과는 모든 관성 좌표계의 관찰자가 맥스웰 방정식에 대해 동일한 형태에 도달해야 한다는 요구 사항의 결과이다. 특히, 모든 관찰자는 동일한 빛의 속력 c를 봐야 한다. 이 요구 사항은 공간과 시간에 대한 로런츠 변환으로 이어진다. 로런츠 변환을 가정하면, 맥스웰 방정식의 불변성은 이 예에서 장의 위 변환으로 이어진다.
결과적으로 전하에 가해지는 힘은 다음과 같다.
{\displaystyle \mathbf {F} '=q\mathbf {E} '=q\gamma \mathbf {v} \times \mathbf {B} .}
이 표현은 비상대론적 뉴턴 운동 법칙에서 얻은 표현과 {\displaystyle \gamma } 인자만큼 다르다. 특수 상대성이론은 공간과 시간을 변경하여 힘과 장이 일관성 있게 변환되도록 한다.

## 맥스웰 방정식과의 일관성을 위한 역학 수정

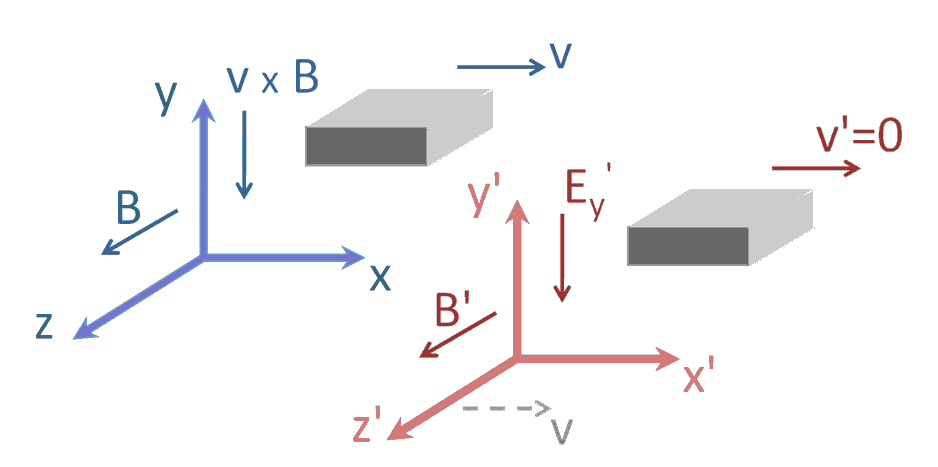
그림 1: 두 관성 좌표계에서 본 도체 막대; 한 좌표계에서는 막대가 속도 v로 움직이고, 프라임 좌표계에서는 막대가 정지해 있다. 이는 프라임 좌표계가 막대와 같은 속도로 움직이기 때문이다. B-장은 x-방향으로 위치에 따라 변한다.

로런츠 힘은 장이 다르지만 두 좌표계에서 동일한 형태를 갖는다. 즉:
{\displaystyle \mathbf {F} =q\left[\mathbf {E} +\mathbf {v} \times \mathbf {B} \right].}
그림 1을 참조하라. 단순화를 위해 자기장이 z-방향을 가리키고 x-위치에 따라 변하며, 도체가 속도 v로 양의 x-방향으로 이동한다고 가정하자. 결과적으로, 도체가 움직이는 자석 좌표계에서 로런츠 힘은 속도와 B-장에 모두 수직인 음의 y-방향을 가리킨다. 여기서 B-장에 의해서만 발생하는 전하에 가해지는 힘은 다음과 같다.
{\displaystyle F_{y}=-qvB,}
반면 자석이 움직이는 도체 좌표계에서는 힘 역시 음의 y-방향을 가리키며, 이제는 E-장에 의해서만 발생하며 값은 다음과 같다.
{\displaystyle {F_{y}}'=qE'=-q\gamma vB.}
두 힘은 로런츠 인자 γ만큼 다르다. 그러나 이 차이는 다음에서 논의될, 좌표계 간의 시공간 변화로 인해 상대론적 이론에서 예상되는 바이다.
상대론은 맥스웰 방정식의 불변성에서 제시된 시공간의 로런츠 변환을 역학에도 적용한다(뉴턴 운동 법칙의 수정). 이 예에서 로런츠 변환은 x-방향에만 영향을 미친다(두 좌표계의 상대 운동은 x-방향을 따른다). 시간과 공간을 연결하는 관계는 다음과 같다(프라임은 움직이는 도체 좌표계를 나타낸다).
{\displaystyle {\begin{aligned}x'&=\gamma \left(x-vt\right),&x&=\gamma \left(x'+vt'\right),\\[1ex]t'&=\gamma \left(t-{\tfrac {vx}{c^{2}}}\right),&t&=\gamma \left(t'+{\tfrac {vx'}{c^{2}}}\right).\end{aligned}}}
이러한 변환은 힘의 y-성분 변화를 초래한다.
{\displaystyle {F_{y}}'=\gamma F_{y}.}
즉, 로런츠 불변성 내에서는 갈릴레이 불변성과는 달리 힘이 모든 기준계에서 동일하지 않다. 그러나 로런츠 힘 법칙에 기반한 이전 분석에 따르면:
{\displaystyle \gamma F_{y}=-q\gamma vB,\quad {F_{y}}'=-q\gamma vB,}
이는 완전히 일치한다. 따라서 전하에 가해지는 힘은 두 기준계에서 동일하지 않지만, 상대론에 따라 예상되는 방식으로 변환된다.

## 같이 보기
- 기적의 해 논문
- 다윈 라그랑지안
- 와전류
- 전동기
- 아인슈타인의 사고 실험
- 패러데이의 법칙
- 패러데이 역설
- 갈릴레이 불변성
- 관성 좌표계
- 렌츠의 법칙
- 로런츠 변환
- 상대성 원리
- 상대론적 전자기학
- 특수 상대성이론

## 더 읽어보기
- Einstein, A. (1916). 《Relativity: The Special and General Theory》. New York: Crown. ISBN 0-517-02961-8.
- Feynman, Richard P.; Leighton, Robert B.; Sands, Matthew (2006). 《파인만의 물리학 강의》 2. Pearson/Addison-Wesley. 13–6 Chapter 13쪽. ISBN 0-8053-9045-6. (자기장과 전기장의 상대성)
- Misner, Charles; Thorne, Kip S.; Wheeler, John Archibald (1973). 《Gravitation》. San Francisco: W. H. Freeman. ISBN 0-7167-0344-0.
- Landau, L. D.; Lifshitz, E. M. (1975). 《Classical Theory of Fields》 Four Revis English판. Oxford: Pergamon. ISBN 0-08-018176-7.
- Jackson, John D. (1998). 《Classical Electrodynamics (3rd ed.)》. Wiley. ISBN 0-471-30932-X.
- C Møller (1976). 《The Theory of Relativity》 Seco판. Oxford UK: Oxford University Press. ISBN 0-19-560539-X. OCLC 220221617.